# Gold – Du kannst mehr als Du denkst
Gold – Du kannst mehr als du denkst ist ein deutscher Dokumentarfilm aus dem Jahr 2013. Erzählt werden die Lebensgeschichten von drei Spitzensportlern: Kirsten Bruhn, querschnittgelähmte Schwimmerin aus Deutschland, Henry Wanyoike, blinder Marathonläufer aus Kenia und Kurt Fearnley, australischer Rennrollstuhlfahrer.

## Inhalt
Über ein Jahr hat der Kameramann Michael Hammon mit einem Filmteam die drei Sportler begleitet. Neben Aufnahmen vom Training sind auch tiefe Einblicke in das private Leben zu sehen. Die drei Athleten selbst wie auch Freunde und Verwandte kommen dabei zu Wort. Der Film erreicht in London bei den Sommer-Paralympics 2012 in London seinen Höhepunkt.

## Hintergrundinformationen
Die Dreharbeiten begannen im Sommer 2011 in Schleswig-Holstein, dem Wohnort von Kirsten Bruhn. Im darauf folgenden Herbst reiste das Filmteam nach Australien zu Kurt Fearnley und im Februar 2012 nach Kenia, wo Henry Wanyoike lebt.
Weltpremiere hatte der Film am 15. Februar im Rahmen der Internationalen Filmfestspiele Berlin 2013 in der Reihe Berlinale Special. Die Premiere im Free-TV war am 6. März 2014 in der ARD.
Der Film ist vollständig deutsch untertitelt.
Die Filmbewertungsstelle Wiesbaden verlieh dem Film das „Prädikat besonders wertvoll“. Aus der Begründung:

„Hammon, selbst exzellenter Kameramann, findet Bilder, die die Faszination dieser Menschen an ihrem jeweiligen Sport über die Leinwand auf den Zuschauer übertragen. Man spürt, ob im Wettkampf oder fernab davon, den Schmerz, die Erschöpfung, aber auch das adrenalingeladene Glücksgefühl, welches die Protagonisten durchströmt. Und so teilt man ihre Empfindungen, Ängste und Hoffnungen. Ein bewegender Dokumentarfilm, der nicht mitleidig bedauert, sondern große Bewunderung und Respekt für diese außergewöhnlichen Menschen und Sportler weckt.“